# Ploutô
Ne doit pas être confondu avec Ploutos.
Pour les articles homonymes, voir Plouto (homonymie).
Dans la mythologie grecque, Pluto ou Plouto (en grec ancien Πλουτώ,/Ploutô) est la mère de Tantale, conçu avec Zeus ou (selon une scholie à Euripide) à Tmolos. Hygin en fait la fille d'un certain Himas, inconnu par ailleurs.

## Sources
- Hygin, Fables [détail des éditions] [(la) lire en ligne] (82, 155).
- Nonnos de Panopolis, Dionysiaques [détail des éditions] [lire en ligne] (I, 146 ; VII, 119 ; XLVIII, 730).
- Pausanias, Description de la Grèce [détail des éditions] [lire en ligne] (II, 22, 3).
- Asclépiade de Tragilos, FGrH 12 F30, préservé dans une scholie à Homère, Odyssée (XI, v. 582).
- Scholie à Euripide, Oreste, v. 5.
- Scholie à Pindare, Olympiques, III, v. 41.